# Schlagerfilm
Der Schlagerfilm ist ein deutschsprachiges Filmgenre, das zum Musikfilm gehört und von den 1950er Jahren bis in die frühen 1970er Jahre erfolgreich war. Das Genre ist durch die ausgiebige Verwendung von Schlagern gekennzeichnet, welche die Filmhandlung oft in den Hintergrund treten lassen. Die Handlung wird meist von Liebesgeschichten, kuriosen Verwechslungen und komödiantischen Elementen dominiert und kulminiert meistens im Happy End.

## Geschichte
Schon mit Beginn der Tonfilmära wurden oft Musik und Gesang in einen Film integriert, doch machten zunächst meist die Filme mit den eigens für sie komponierten Titeln die Schlager und nicht umgekehrt. So wurde auch der Musikfilm Die Drei von der Tankstelle mit Lilian Harvey und Willy Fritsch im Vorspann eigens als „Operette“ bezeichnet. Die eigentliche Zeit der Schlagerfilme kam erst in den 1950er Jahren, als sie nach und nach den Revuefilm verdrängten. Im Gegensatz zu diesem verzichtete der Schlagerfilm auf große Bühnenauftritte mit den üblichen Backstage-Problemen. Auch die adäquate Einbindung der Gesangseinlagen in die Handlung, wie sie für die Verfilmung von Operetten oder Musicals charakteristisch ist, wurde vernachlässigt. Peter Alexander, Caterina Valente, Vico Torriani und Fred Bertelmann waren damals die bedeutendsten Vertreter jener oft in Italien spielenden Filme.
Willy Zeyn war einer der ersten Produzenten, der einen Schlagersänger in den Mittelpunkt seiner Filme stellte. Vico Torriani erhielt in Strassenserenade (1953) seine erste Hauptrolle. Der Erfolg führte direkt zum Farbfilm Gitarren der Liebe (1954). Das Grundthema, der Aufstieg eines mittellosen Italieners zum Gesangsstar, wurde in Santa Lucia (1956) nur unwesentlich verändert. In Zusammenarbeit mit Artur Brauner entstand danach Siebenmal in der Woche (1957). Ein Erfolgstitel wurde zum Filmtitel. Sein letzter Film mit Torriani war Träume von der Südsee (1957). In Fred Bertelmann fand Zeyn einen neuen Hauptdarsteller. Dessen Erfolgsschlager stand Pate für Der lachende Vagabund (1958). In den Nachfolgern Das blaue Meer und Du (1959) und Gauner-Serenade (1960) trat in einer Nebenrolle Chris Howland auf, dem er in Das hab’ ich in Paris gelernt (1960) ebenfalls zu einer Hauptrolle verhalf. Danach beendete Willy Zeyn seine eigenständige Produktionstätigkeit.
Mitte der 1950er Jahre wurde auch die Münchner Verleiherin Ilse Kubaschewski auf das Genre des Schlagerfilms aufmerksam. Nachdem im Verleihprogramm des Gloria Verleihs, dessen Gründerin und Inhaberin Ilse Kubaschewski war, bisher vor allem leichte Unterhaltung in Form von Heimatfilmen erschienen war, versuchte die Kuba, wie sie auch genannt wurde, ihr Programm zu erweitern. In ihren bisherigen Filmen spielte Musik immer eine bedeutende Rolle. Mit dem Genre des Schlagerfilms wurde sie sogar in den Vordergrund gerückt. Ein erster Schlagerfilm, den Kubaschewski verlieh, war Die Große Star-Parade, der 1954 erschien. Produzent war Artur Brauner.
Um 1960, nach dem Niedergang des Heimatfilms und des Revuefilms, hatte der Schlagerfilm seine Blütezeit. Von besonderer Bedeutung war in dieser Zeit das Aufkommen der Vinylschallplatte, welche die Verbreitung der Schlagermusik stark förderte. Peter Alexander, Peter Kraus, Cornelia Froboess, Gitte Hænning, Rex Gildo, Gus Backus, Vivi Bach, Hannelore Auer und Freddy Quinn waren nun die bekanntesten Schlagerstars, die in den Filmen erlebt werden konnten.
In der DDR entstanden keine eigenen Schlagerfilme. Die Nachfrage nach leichter musikalischer Unterhaltung wurde durch die Einfuhr bundesdeutscher Filme abgedeckt. Die DEFA versuchte einen eigenen Weg zu gehen, indem sie den Schlagersänger Frank Schöbel einsetzte, aber auf das Konzept des Filmmusicals zurückgriff.
Ende der sechziger und Anfang der siebziger Jahre konnten Roy Black, Chris Roberts und Heintje dem Schlagerfilm noch einmal zu neuen Erfolgen verhelfen, doch im Zuge einer allgemeinen Kino- und Schlagerkrise kündigte sich das Ende dieses Genres an. Der Film Zwei im siebenten Himmel aus dem Jahr 1974 mit Bernd Clüver und Peter Orloff ist der letzte Schlagerfilm klassischen Zuschnitts. Später entstandene deutsche Musikfilme behandeln historische Vorgänge (wie Die Roy Black Story) oder sind Parodien (wie Der Trip – Die nackte Gitarre 0,5, mit Dieter Thomas Kuhn und Johnny Flash mit Helge Schneider).

## Genreeigenschaften
Formal durchmischen sich im Schlagerfilm oft unterschiedliche Genrekonventionen: Merkmale von Operettenverfilmungen, Revuefilmen, Schlagerparaden, Ferien- und Heimatfilmen, Krimis und Schulkomödien weisen den Schlagerfilm als eine Art Hybridgenre aus.
Stärker noch als die Musikfilme der 30er und 40er Jahre interessiert sich der Schlagerfilm für seine eigene mediale Verfasstheit und seine Produktionsbedingungen. Daniela Schulz stellt in diesem Sinne fest: „Der Schlagerfilm erzählt gerne davon, wie Stars ‚gemacht‘ werden, wie erfolgreiche Schlager produziert werden. Schlagerfilme erzählen Mediengeschichte und Geschichten über Medien.“
Schlagerfilme nehmen Bezug auf die Themen ihrer Zeit. Dazu zählen etwa das Wirtschaftswunder, die Verbreitung des Automobils und anderer Wohlstandsprodukte, der Zuwachs touristischer Reisen und die Faszination für Italien und exotische Sehnsuchtsorte, das Gefühl eines Verlusts der alten Heimat, die Entstehung einer Jugendkultur mit eigenen musikalischen Präferenzen sowie die Amerikanisierung durch Rock n’ Roll und Jazz. Die Ereignisse des Zweiten Weltkrieges und des Dritten Reichs bleiben im Schlagerfilm dagegen ausgeklammert: Als „Spiegel der bundesdeutschen Befindlichkeit nach 1945“ befriedigte das Genre primär „das Bedürfnis des Publikums nach heiler Welt und Zerstreuung.“

## Kritik
Von der zeitgenössischen Filmkritik wurden Schlagerfilme entweder ignoriert oder, besonders in der Spätphase, mit verächtlichen Worten wie „blöder Schlager-Klamauk“ oder „an der Grenze zur Idioten-Komik“ abgetan. Sie erwiesen sich jedoch später im Fernsehen als recht beliebt und werden häufig ausgestrahlt.
Fritz Göttler befand in Geschichte des deutschen Films über den Schlagerfilm, das ständige Singen und die permanente Fröhlichkeit des Schlagerfilms sei nicht mehr abgestimmt auf die Handlung und in eine Geschichte integriert, sondern gewinne gespenstisches Eigenleben: „Dieses Phantomkino entbehrt des inneren Zusammenhangs, ist ein Kino der äußeren Erscheinungen: das keine innere Beteiligung kennt.“

## Liste von Schlagerfilmen
- 1952 Heimweh nach Dir
- 1952 Tanzende Sterne
- 1953 Schlagerparade
- 1953 Südliche Nächte
- 1953 Wenn der weiße Flieder wieder blüht
- 1953 Das singende Hotel
- 1954 Große Star-Parade
- 1954 Gitarren der Liebe
- 1954 Sonne über der Adria
- 1954 An jedem Finger zehn
- 1954 Auf der Reeperbahn nachts um halb eins
- 1955 Ball im Savoy
- 1955 Liebe, Tanz und 1000 Schlager
- 1955 Laß die Sonne wieder scheinen
- 1955 Ein Herz voll Musik
- 1955 Wie werde ich Filmstar?
- 1956 Du bist Musik
- 1956 Der schräge Otto
- 1956 Musikparade
- 1956 Bonjour Kathrin
- 1956 Holiday am Wörthersee
- 1956 Der Fremdenführer von Lissabon
- 1956 Santa Lucia
- 1956 Mädchen mit schwachem Gedächtnis
- 1956 Hotel Allotria / Saison in Oberbayern
- 1956 Liebe, Sommer und Musik
- 1957 Und abends in die Scala
- 1957 Träume von der Südsee
- 1957 Gruß und Kuß vom Tegernsee
- 1957 Hoch droben auf dem Berg
- 1957 Weißer Holunder
- 1957 Das einfache Mädchen
- 1957 Wenn Frauen schwindeln
- 1957 Siebenmal in der Woche
- 1957 Unter Palmen am blauen Meer
- 1957 Liebe, Jazz und Übermut
- 1957 Der kühne Schwimmer
- 1957 Das haut hin
- 1957 Die große Chance
- 1957 Das Herz von St. Pauli
- 1957 Viktor und Viktoria
- 1958 Scala – total verrückt
- 1958 Der lachende Vagabund
- 1958 Der Stern von Santa Clara
- 1958 Mein Schatz ist aus Tirol
- 1958 So ein Millionär hat’s schwer
- 1958 Zwei Herzen im Mai
- 1958 Wehe, wenn sie losgelassen
- 1958 Wenn die Conny mit dem Peter
- 1958 Immer die Radfahrer
- 1959 Gitarren klingen leise durch die Nacht
- 1959 Das blaue Meer und Du
- 1959 Paradies der Matrosen
- 1959 Mein Schatz, komm mit ans blaue Meer
- 1959 Wenn das mein großer Bruder wüßte
- 1959 Mandolinen und Mondschein
- 1959 Melodie und Rhythmus
- 1959 Alle lieben Peter
- 1959 Hula-Hopp, Conny
- 1959 Ja, so ein Mädchen mit 16
- 1959 Freddy, die Gitarre und das Meer
- 1959 Freddy unter fremden Sternen
- 1959 Paradies der Matrosen
- 1959 Hier bin ich – hier bleib ich
- 1959 Du bist wunderbar
- 1959 Salem Aleikum
- 1959 Kein Mann zum Heiraten
- 1959 Tausend Sterne leuchten
- 1960 Marina
- 1960 O sole mio
- 1960 Schick deine Frau nicht nach Italien
- 1960 Schlager-Raketen
- 1960 Schlagerparade 1960
- 1960 Freddy und die Melodie der Nacht
- 1960 Wir wollen niemals auseinandergehn
- 1960 Ich zähle täglich meine Sorgen
- 1960 Das hab’ ich in Paris gelernt
- 1960 Conny und Peter machen Musik
- 1960 Meine Nichte tut das nicht
- 1960 Gauner-Serenade
- 1960 Das Rätsel der grünen Spinne
- 1960 Schön ist die Liebe am Königssee
- 1961 Schlagerparade 1961
- 1961 Drei weiße Birken
- 1961 Im schwarzen Rößl
- 1961 Was macht Papa denn in Italien?
- 1961 Isola Bella
- 1961 Heute gehn wir bummeln
- 1961 Junge Leute brauchen Liebe
- 1961 Davon träumen alle Mädchen
- 1961 Am Sonntag will mein Süßer mit mir segeln gehn
- 1961 … und du mein Schatz bleibst hier
- 1961 Ramona
- 1961 Die Abenteuer des Grafen Bobby
- 1961 Unsere tollen Tanten
- 1961 Adieu, Lebewohl, Goodbye
- 1961 So liebt und küßt man in Tirol
- 1961 Saison in Salzburg
- 1961 Schlager-Revue 1962
- 1961 Musik ist Trumpf
- 1961 Freddy und der Millionär
- 1962 Freddy und das Lied der Südsee
- 1962 Café Oriental
- 1962 Lieder klingen am Lago Maggiore
- 1962 Muß i denn zum Städtele hinaus
- 1962 Tanze mit mir in den Morgen
- 1962 Ohne Krimi geht die Mimi nie ins Bett
- 1962 Verrückt und zugenäht
- 1962 Das süße Leben des Grafen Bobby
- 1962 Schneewittchen und die sieben Gaukler
- 1962 So toll wie anno dazumal
- 1962 Die Post geht ab
- 1962 Wenn die Musik spielt am Wörthersee
- 1962 Drei Liebesbriefe aus Tirol
- 1962 Der verkaufte Großvater
- 1963 Unsere tollen Nichten
- 1963 Heimweh nach St. Pauli
- 1963 … denn die Musik und die Liebe in Tirol
- 1963 Maskenball bei Scotland Yard
- 1963 Apartment-Zauber
- 1963 Und wenn der ganze Schnee verbrennt
- 1963 Die lustigen Vagabunden / Das haben die Mädchen gern
- 1963 Sing, aber spiel nicht mit mir
- 1963 Übermut im Salzkammergut
- 1963 Im singenden Rößl am Königssee
- 1964 Rote Lippen soll man küssen (Die ganze Welt ist himmelblau)
- 1964 Unsere tollen Tanten in der Südsee
- 1964 Freddy und das Lied der Prärie
- 1964 Freddy, Tiere, Sensationen
- 1964 Die große Kür
- 1964 Happy-End am Wörthersee (Happy-End am Attersee)
- 1964 Die lustigen Weiber von Tirol
- 1964 Jetzt dreht die Welt sich nur um dich
- 1964 Holiday in St. Tropez
- 1964 Wenn man baden geht auf Teneriffa
- 1964 Liebesgrüße aus Tirol
- 1965 Ich kauf mir lieber einen Tirolerhut
- 1965 Tausend Takte Übermut
- 1965 … und sowas muß um 8 ins Bett
- 1965 Ein Ferienbett mit 100 PS
- 1966 Graf Bobby, der Schrecken des Wilden Westens
- 1966 Siebzehn Jahr, blondes Haar
- 1966 Komm mit zur blauen Adria
- 1966 Das Spukschloß im Salzkammergut
- 1968 Zum Teufel mit der Penne
- 1969 Unser Doktor ist der Beste
- 1969 Hilfe, ich liebe Zwillinge!
- 1969 Hurra, die Schule brennt
- 1969 Heintje – Ein Herz geht auf Reisen
- 1970 Heintje – Einmal wird die Sonne wieder scheinen
- 1970 Heintje – Mein bester Freund
- 1970 Wenn du bei mir bist
- 1970 Unsere Pauker gehen in die Luft
- 1970 Musik, Musik – da wackelt die Penne
- 1970 Wenn die tollen Tanten kommen
- 1970 Hurra, unsere Eltern sind nicht da
- 1971 Das haut den stärksten Zwilling um
- 1971 Tante Trude aus Buxtehude
- 1971 Die tollen Tanten schlagen zu
- 1971 Rudi, benimm dich!
- 1971 Wir hau’n den Hauswirt in die Pfanne
- 1971 Morgen fällt die Schule aus
- 1971 Wenn mein Schätzchen auf die Pauke haut
- 1972 Hauptsache Ferien
- 1972 Grün ist die Heide
- 1972 Meine Tochter – deine Tochter
- 1972 Kinderarzt Dr. Fröhlich
- 1972 Außer Rand und Band am Wolfgangsee
- 1972 Die lustigen Vier von der Tankstelle
- 1973 Blau blüht der Enzian
- 1973 Alter Kahn und junge Liebe
- 1973 Wenn jeder Tag ein Sonntag wär
- 1974 Schwarzwaldfahrt aus Liebeskummer
- 1974 Zwei im siebenten Himmel
- 2008 Das Musikhotel am Wolfgangsee